# يانيك لاري
يانيك لاري (بالفرنسية: Yannick Larry)‏ (10 ديسمبر 1982 بليبرفيل في الغابون - ) هو لاعب كرة قدم غابوني في مركز الهجوم. شارك مع منتخب الغابون لكرة القدم. أما مع النوادي، فقد لعب مع اف كي مقدونيا ونادي جل فيسنتي ونادي ليبرفيل وF.C. Marco ‏ وسي إف مونانا وJS Libreville ‏.

## وصلات خارجية
- يانيك لاري على موقع قاعدة بيانات كرة القدم.إي يو (الإنجليزية)
- يانيك لاري على موقع ناشيونال فوتبول تيمز (الإنجليزية)